# Font de tensió

Un circuit elèctric simple a partir d'una font de voltatge i un resistor., d'acord amb la llei d'Ohm.

Font elèctrica o Font de tensió ideal o Font de voltatge ideal en electricitat és un element del circuit on el voltatge que hi passa és independent del corrent que hi passa. Una font de voltatge és el dual d'una font de corrent. En anàlisi una font de voltatge subministra un potencial constant (de corrent continu o corrent altern) entre els seus terminals per qualsevol corrent que hi flueixi. En el món real les fonts elèctriques, com són les piles, les bateries, els generadors o els sistemes d'energia poden ser modelats per a propòsits d'anàlisi com una combinació d'una font de voltatge ideal i una combinació ideal d'elements d'impedància elèctrica.
Una font elèctrica designa els dispositius que poden produir una força electromotriu.

## Tipus
Entre els diversos tipus de fonts de tensió hi ha:
- les fonts de tensió estabilitzades, que resten constants sigui quina sigui la càrrega aplicada.
- les fonts de tensió simètriques (amb tres sortides: positiu (+), comú (0) i negatiu (-) i amb les característiques del costat positiu simètriques respecte al costat negatiu)
- les fonts de tensió ajustables

## Fonts ideals

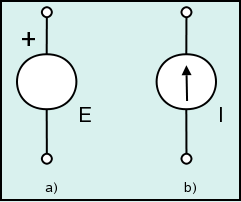
Figura 1: Símbols de les fonts ideals de tensió a), i intensitat, b).

## Fonts reals

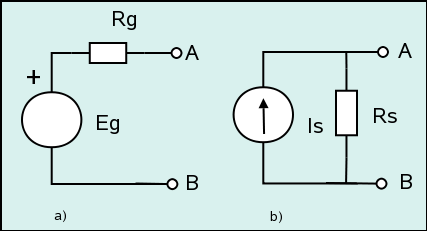
Figura 2: símbols de les fonts reals de tensió, a), i intensitat, b).

### Rendiment

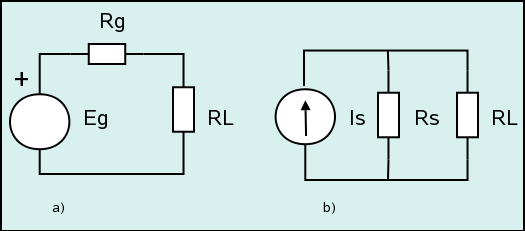
Figura 3: Fonts reals amb càrrega de tensió, a), i intensitat, b).